# Каледонія (Міссурі)
Каледонія (англ. Caledonia) — селище (англ. village) в США, в окрузі Вашингтон штату Міссурі. Населення — 131 особа (2020).

## Географія
Каледонія розташована за координатами 37°45′53″ пн. ш. 90°46′20″ зх. д. / 37.76472° пн. ш. 90.77222° зх. д. (37.764771, -90.772354).  За даними Бюро перепису населення США в 2010 році селище мало площу 0,42 км², уся площа — суходіл.

## Демографія
Згідно з переписом 2010 року, у селищі мешкало 130 осіб у 58 домогосподарствах у складі 39 родин. Густота населення становила 306 осіб/км².  Було 76 помешкань (179/км²).
Расовий склад населення:
| - 100,0 % — білих |

До двох чи більше рас належало 0,0 %. Частка іспаномовних становила 0,8 % від усіх жителів.
За віковим діапазоном населення розподілялося таким чином: 17,7 % — особи молодші 18 років, 60,8 % — особи у віці 18—64 років, 21,5 % — особи у віці 65 років та старші. Медіана віку мешканця становила 46,0 року. На 100 осіб жіночої статі у селищі припадало 113,1 чоловіків;  на 100 жінок у віці від 18 років та старших — 114,0 чоловіків також старших 18 років.
Середній дохід на одне домашнє господарство  становив 53 684 долари США (медіана — 33 125), а середній дохід на одну сім'ю — 57 973 долари (медіана — 40 625). За межею бідності перебувало 6,4 % осіб, у тому числі 6,7 % дітей у віці до 18 років та 5,3 % осіб у віці 65 років та старших.
Цивільне працевлаштоване населення становило 94 особи. Основні галузі зайнятості: освіта, охорона здоров'я та соціальна допомога — 29,8 %, будівництво — 13,8 %, виробництво — 12,8 %.